# Donemus
Donemus (Stichting Donemus Beheer, Donemus Publishing BV, Abk. f. Documentatiecentrum nederlandse muziek) ist ein niederländischer Verlag für zeitgenössische Musik. Er wurde 1947 als Dokumentationszentrum für zeitgenössische Musik gegründet. Von 2008 bis 2012 war Donemus Teil des Muziek Centrum Nederland (MCN). Danach wurde der Verlag privatisiert.
Bei Donemus sind mehr als 14.000 Kompositionen von über 600 Komponisten erhältlich, darunter viele führende niederländische Komponisten wie Louis Andriessen, Simeon ten Holt, Matthijs Vermeulen und Peter-Jan Wagemans.